# Anelaphus villosus
Anelaphus villosus är en skalbaggsart som först beskrevs av Fabricius 1793.  Anelaphus villosus ingår i släktet Anelaphus och familjen långhorningar.
Artens utbredningsområde är Kuba. Inga underarter finns listade i Catalogue of Life.